# Frances Erskine Inglis
Frances Erskine Inglis o Francisca Erskine Inglis de Calderón de la Barca (Edimburgo, Escocia, 1804 - Madrid, España, 6 de febrero de 1882), I Marquesa de Calderón de la Barca, también conocida como Madame Calderón de la Barca, fue una de las más importantes cronistas que retrataron la vida y costumbres de México en el siglo XIX, cuando este país comenzaba a conformarse como nación independiente de la metrópolis española.[cita requerida]

## Vida
Nacida en Escocia el 23 de diciembre de 1804, tras la muerte de su padre en 1830 se trasladó con su familia a la ciudad de Boston, Estados Unidos, donde su madre y sus hermanas abrieron un colegio para señoritas. En esta ciudad, una de las más europeas del continente, se vinculó con personajes como George Ticknor, Washington Irving y el historiador William H. Prescott. Este último le presentó al hombre que la ligaría definitivamente a México y a España, el diplomático Ángel Calderón de la Barca, enviado a Estados Unidos por la entonces reina Isabel II de España, y con quien se casaría en 1838. Su matrimonio vinculó estrechamente a Erskine con la sociedad y costumbres españolas. Ella mudó el protestantismo por el catolicismo. La Marquesa Calderón de la Barca fue una mujer con un alto nivel de educación, tocaba el piano, hablaba varios idiomas y dominaba las principales lenguas modernas de su época.

## La vida en México
En 1839, Ángel Calderón de la Barca fue nombrado ministro plenipotenciario de España en México, en virtud del Tratado de Paz y Amistad concertado por ambos países y firmado en Madrid el 28 de diciembre de 1836, en donde se reconoció la independencia mexicana. El 27 de octubre de 1839, la pareja se embarcó en Nueva York rumbo a México, lugar donde residieron hasta 1842. Durante toda su estancia, Frances Erskin Inglis mantuvo una intensa relación epistolar con su familia en Boston. En sus cartas describió, además de su situación personal, la vida cotidiana, las costumbres, la cultura y los sitios que visitó tanto en la Ciudad de México como en los demás viajes que realizó junto con su marido por otras regiones del país.
En 1843, la autora seleccionó 54 cartas para su publicación como libro, con el título Life in Mexico During a Residence of Two Years in That Country. Con meses de diferencia, se publicó en Boston y en Londres. Para respetar la etiqueta diplomática, en ambas figura Madame C. de la B. como autora, sin mencionar el apellido completo, ni menos aún a Francisca Erskine Inglis, ni dar información biográfica. El reconocimiento oficial de su nombre y su biografía se dio en posteriores ediciones, ya muy entrado el siglo XX. 
En su extenso y bien documentado prólogo a una edición reciente de la obra, Felipe Teixidor se duele de que entre sus conocidos hubo grandes escritores que no la mencionaron jamás. Salvo el yucateco Justo Sierra O'Reilly, nada o muy poco dijeron de ella el Conde de la Cortina, Carlos María de Bustamante o Lucas Alamán.1
Otros autores del siglo XIX expresaron abierta y francamente su disgusto por La vida en México. Ignacio Manuel Altamirano, Heriberto Frías y Manuel Payno, entre otros, vieron en su obra un dechado de imprecisiones, burlas, prejuicios y falsedades escritas con el fin de desprestigiar a México ante el concierto de las naciones. Altamirano comentó en 1868: “Después (de Humboldt) casi todos los viajeros nos han calumniado, desde Löwernstern y la señora Calderón de la Barca hasta los escritores y escritoras de la corte de Maximiliano, que especulan con la curiosidad pública, vendiéndole sus sátiras menipeas contra nosotros.”2 

### Marco histórico
El contexto en que se desarrolló la estancia de los Calderón de la Barca en México es fundamental para entender el contenido de su obra. El país había vivido tres guerras: la de Independencia, la de Texas y la de los Pasteles. De 1839 a 1841 Anastasio Bustamante y Antonio López de Santa Anna fueron, cada uno, presidente dos veces. En 1842 lo fueron Francisco Javier Echeverría, Antonio López de Santa Anna y Nicolás Bravo.3  La Hacienda Pública enfrentaba al problema de la falta de recursos económicos, vivía en un perpetuo estado de bancarrota y dependía de los préstamos externos e internos. México estaba sumergido en una profunda crisis económica. Además, los gastos generados por el ejército y por las numerosas revueltas, revoluciones, asonadas, etcétera superaban con mucho la capacidad de financiación por parte del Estado.
Desde 1830 comienza un largo periodo de inestabilidad política, caracterizado por la constante sucesión de presidentes moderados y liberales de la que fue testigo la señora Calderón de la Barca. Desde su llegada a México, el matrimonio fue recibido por personajes como Guadalupe Victoria y Antonio López de Santa Anna. La fama política y sobre todo, literaria de don Ángel Calderón de la Barca le valió el acceso a cerradas cúpulas de poder desde las cuales la autora construyó su visión del país.

### Breve resumen
La autora comenzó sus cartas despidiéndose de Nueva York para venir a México. Describió la vida a bordo del “Norma”, la escala en La Habana llena de festejos por el cumpleaños de la Reina de España, su viaje en el “Jasón”, un buque de guerra, la llegada a Veracruz, desde que lo vio en el horizonte hasta el desembarco y las atenciones que tuvieron con los Calderón los generales Guadalupe Victoria y Antonio López de Santa Anna, quien los invitó a Manga del Clavo, su famosa hacienda, que la visitante describió con detalle.4
Después, platicó de la llegada a Puebla, donde celebraron Nochebuena, los nuevos amigos que fueron haciendo, las poblaciones que recorrieron hasta su llegada a la Ciudad de México. De ahí en adelante platicó sus vivencias entre la gente de la alta sociedad y las conclusiones de una buena y cuidadosa observadora del entorno. Vio, preguntó, investigó. Anotó todo: desde las fiestas de lujo a las que asistió, las iglesias y conventos que frecuentó, hasta la historia y las costumbres del México precolombino y de sus descendientes, los contemporáneos que ella contempló.
Los Calderón de la Barca hicieron distintos viajes por el país, a zonas más o menos cercanas a la capital, como fueron diversos poblados de los estados de Michoacán, Hidalgo, Morelos y del de México. Además, el Distrito Federal, pues entonces la Ciudad de México estaba separada y lejos de lugares de descanso como Tacubaya, San Ángel, Coyoacán y Tlalpan. 
Las mujeres indígenas fueron objeto de varias de sus cartas. Le llamaron profundamente la atención. Las observó con especial fascinación y a través de ellas definió muchos rasgos del modo de ser indígena. La autora quedó admirada por el amor de éstas hacia sus hijos, la generalización de los malos tratos de los maridos a sus esposas y el decisivo papel de éstas en el hogar.
En sus cartas, también resaltó la importancia y fuerza del Guadalupanismo y la cohesión que generó en la sociedad. También se percató de la eficacia que tenían las imágenes religiosas para mover la devoción del pueblo, el cual tenía expresiones de culto que eran una mezcla muy peculiar entre superstición y catolicismo. Asimismo, a la esposa del embajador le parecía desconcertante el contraste de la pobreza del pueblo y la riqueza de sus iglesias.
De los diversos ejemplos de inestabilidad política que vivió, le dedicó dos extensas cartas al “pronunciamiento” federalista de 1840 encabezado por Valentín Gómez Farías y José de Urrea contra el presidente Anastasio Bustamante, a quien el conflicto, narró la cronista, tomó de sorpresa, dormido en su cama, pero en pocos días logró sofocar el movimiento. Sobre esos hechos registró desde los refugiados en la embajada española y los muertos que conocía hasta los documentos de las facciones enfrentadas.
En 1841 hizo recuento de ocho revoluciones, partiendo del grito de Dolores Hidalgo en 1810. Concluyó: "... en diecinueve años se han ensayado tres formas de gobierno y dos Constituciones, y la reforma de una de ellas está pendiente en las Cámaras. No hay nada como probar...”5
En pocas palabras, la señora Calderón de la Barca concluyó que, a pesar de que pobreza y riqueza convivían en los mismos espacios físicos, en realidad, existía un abismo que separaba a la población e impedía cualquier lazo de unión; todo esto provocaba la conciencia, entre los mexicanos de todas las condiciones sociales, de que no podía haber ningún sentimiento de democracia o de igualdad excepto entre dos personas del mismo rango. 
La amenaza del norte en Veracruz y Tampico despidió a los Calderón de la Barca. Aunque registró fuertes vientos y lluvia, el norte no llegó. Cuando subieron al ya conocido “Jasón” se encontraron con la novedad de que debían llevar colchones y sábanas para sus literas. Los pudieron comprar. Cerró la etapa mexicana de su vida diciendo: "Nuestras próximas cartas serán escritas en el mar, o en Tampico."6 Realmente sí escribió desde Tampico, desde La Habana y en el barco, de donde descendieron en un día radiante y hermoso.7

## La vida después de México
Tras su estancia en México, el matrimonio Calderón de la Barca regresó a Madrid por un tiempo para volver a Estados Unidos en 1844, cuando Ángel Calderón de la Barca fue nombrado embajador de España en Washington. En 1853 retornó a España ya que Ángel fue designado ministro de Estado por la reina Isabel II, hija de Fernando VII. La inestabilidad política que vivó ese país desde la pérdida de sus colonias afectó al matrimonio recién llegado. En 1854 tras una revolución, el general Baldomero Espartero, conde de Luchana, duque de la Victoria y príncipe de Vergara, encabezó la presidencia del gobierno en lo que se llamó el bienio progresista.8

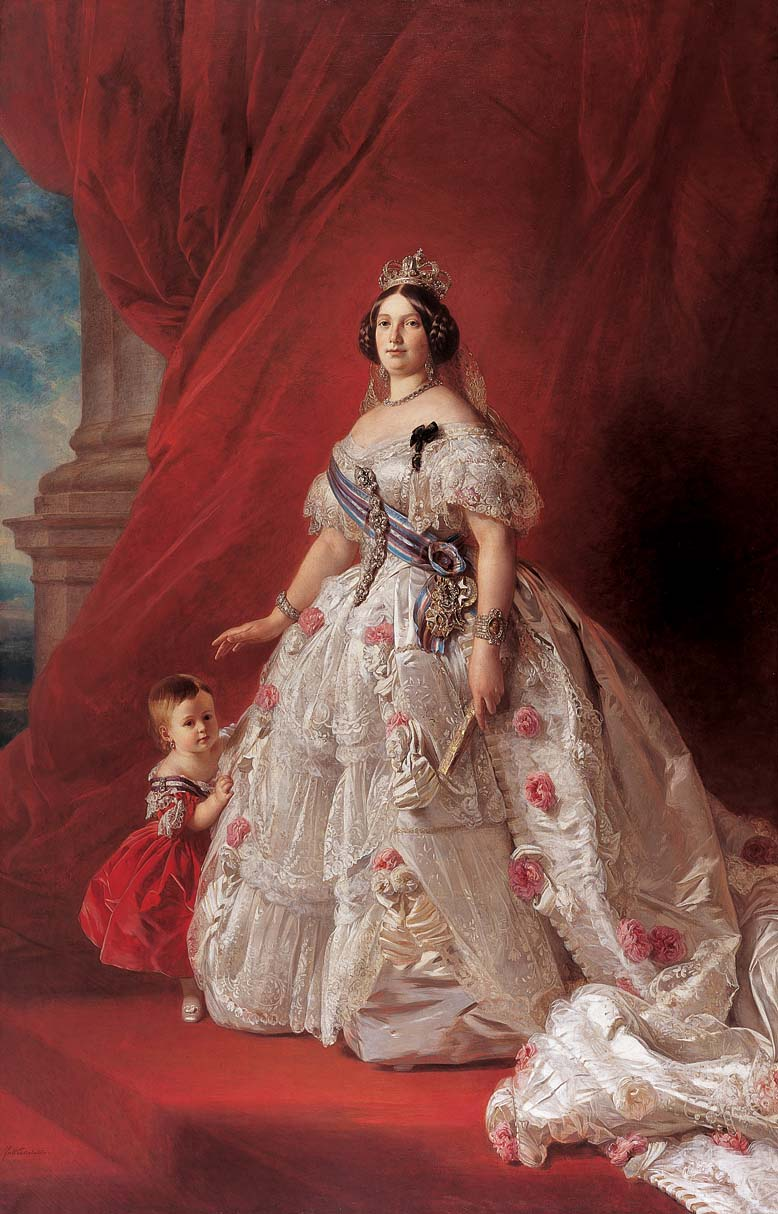
Isabel II en 1852, retratada junto a su hija Isabel de Borbón y Borbón, educada por Mme Calderón de la Barca.

Tras las revueltas liberales y la caída del gobierno, Ángel Calderón de la Barca fue exiliado a Francia. De esa etapa data otra obra de su esposa Frances, esta vez escrita bajo el pseudónimo de un diplomático alemán: The Attaché in Madrid; or Sketches of the Court of Isabelle II (El agregado en Madrid o bocetos de la Corte de Isabel II) Nueva York, 1856. En 1858 regresaron del exilio cuando Calderón de la Barca fue nombrado senador. Por ese entonces compraron una casa cerca de San Sebastián en el País Vasco, donde Ángel, nacido en Buenos Aires, murió en 1861. 
Sin hijos ni familia, la viuda de Calderón con 57 años de edad se encontró sola y sin amigos. La soledad y la convulsa vida política de la capital española fueron los factores que la llevaron a retirarse en un convento de la localidad vascofrancesa de Anglet, cerca de Biarritz. Tiempo después fue llamada a Madrid por la reina para que se ocupara de la educación de la Infanta Isabel Francisca de Borbón. Sin embargo, el tiempo en el Palacio Real no fue fácil debido a que en 1868 la infanta contrajo matrimonio con el hermano del rey de Nápoles y en el mismo año la monarquía española fue suprimida para fundar la Primera República, siendo desterrados los monarcas y su corte. Durante todo este tiempo Frances permaneció fiel a la infanta y siguió su misma suerte. 
En 1874 la familia real regresó a Madrid y restauró la monarquía. En agradecimiento, Alfonso XII le concedió el título de Marquesa de Calderón de la Barca en 1876, que ostentó hasta el día de su muerte, el 6 de febrero de 1882.

## Importancia de la obra
La vida en México es en realidad el dibujo de un cuadro costumbrista escrito en vez de dibujado. Los escritos de la Marquesa Calderón de la Barca son descripciones precisas de las observaciones sobre el día a día de los mexicanos y los pueblos indígenas. La espontaneidad y su espíritu abierto convierten ese epistolario en una fuente rebosante de sinceridad y ajena a intereses políticos o ideológicos contaminadores. En sus cartas, la autora no habló de enseñanzas universales y solo llega a dos defectos generalizados: el alcoholismo de los indígenas y la indolencia, con todas sus consecuencias. Sus observaciones fueron tan precisas que Life in Mexico sirvió de guía para los oficiales del ejército estadounidense durante la guerra de 1847. 
La vida en México durante la residencia de dos años en ese país se hizo una obra cada vez más famosa en México. La primera traducción se debió a Enrique Martínez Sobral, académico de la lengua. Fue publicada por Bouret en 1920, con un prólogo de Manuel Romero de Terreros, marqués de San Francisco. Sin embargo, la traducción más conocida, acompañada de un prólogo que es en sí mismo un estudio del personaje y su época es la de Felipe Teixidor, publicada por la editorial mexicana Porrúa en 1959 y varias veces reimpresa. Hay otra traducción más reciente, de 2007, debida a Raquel Brezmes Raposo, publicada por Rey Lear, ISBN 978-84-935531-7-3.

## Distinciones honoríficas
- Dama de la Orden de las Damas Nobles de la Reina María Luisa.